# 艾蒂安·齊塞克迪

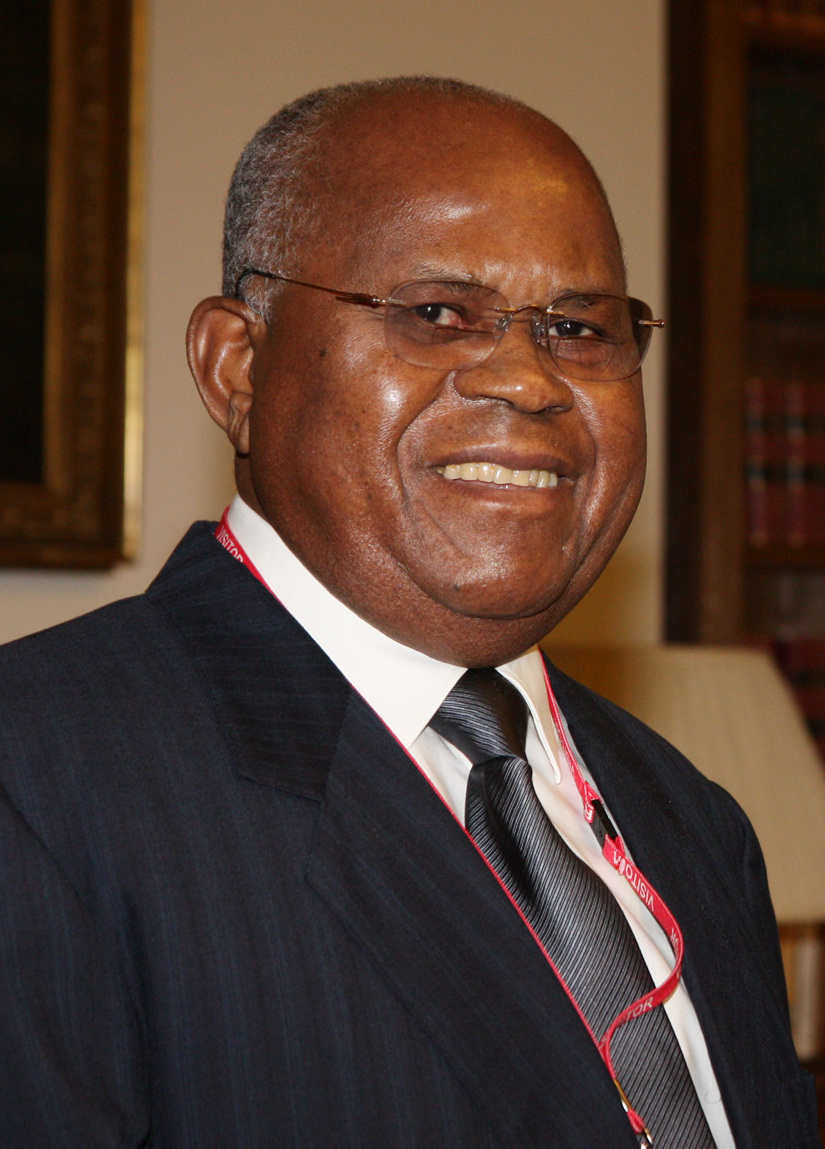
艾蒂安·齊塞克迪

艾蒂安·齊塞克迪（法語：Étienne Tshisekedi；1932年12月14日—2017年2月1日），或譯艾蒂安·齊塞凱迪，是剛果民主共和國（原扎伊尔）的反對派領袖，民主與社會進步聯盟的領導人。他曾於1991年、1992年－1993年及1997年三度擔任扎伊尔總理，後曾參加2011年總統選舉，得票不及尋求連任的约瑟夫·卡比拉，以第二名落敗。
他曾長期留在比利時接受治療，2016年7月返回剛果，2017年1月下旬再出國到比利時治病，於2月1日在布魯塞爾病逝。
他的兒子菲利克斯·齊塞克迪於2018年3月31日獲選為民主與社會進步聯盟的新一任領導人。并成功当选总统。
2019年5月30日，在他病逝兩年後，其遺體返回剛果，31日接受為期2日的國葬儀式，舉國哀悼。